# Síndrome de Bart-Pumphrey
El Síndrome de Bart-Pumphrey es una condición genética autosómica dominante infrecuente la cual se caracteriza por anormalidades multisistémicas que afectan a los nudillos, los dedos, y de las palmas de las manos y los pies la cual está asociada con sordera congénita.

## Signos y síntomas
Los individuos con esta condición usualmente se presentan una descoloración de las uñas, la cual clínicamente es denominada como leuconiquia, esta puede estar acompañada con uñas gruesas y débiles, también se presentan callos en los nudillos (más comúnmente los interfalángicos) de los dedos de la mano y el pie, acompañado con un engrosamiento de la piel de las palmas de las manos y las plantas de los pies (algo conocido como queratodermia palmoplantar), y sordera la cual generalmente es congénita y tiende a ser de severidad moderada a profunda. Estos síntomas (especialmente los de la piel) se comienzan a presentar durante la infancia.

## Complicaciones
Hay varias complicaciones las cuáles están asociadas con esta condición:
- La sordera tiende a causar problemas con la comunicación y puede terminar en un sistema de guardia bajo

- La leuconiquia y los nudillos callosos no son peligrosos, ya que solo son rasgos cosméticos, el problema sería que, al ser un rasgo cosmético, puede que una persona tenga inseguridad de estos mismos rasgos y no le guste su apariencia, pueden terminar pensando que van a sufrir de problemas tales como el bullying. Este temor puede llevar a consecuencias más graves, tales como la depresión, ansiedad, etc. Aunque la diferencia que tiene entre otras complicaciones es que depende de que la persona se sienta inseguro/a sobre ellos.

## Genética
Esta condición es causada por mutaciones autosomales dominantes del gen GJB2, el cual está ubicado en el cromosoma 13. Se considera que estas mutaciones tienen una variabilidad alta.
Cuando una persona tiene una mutación autosómica dominante, sus hijos tienen un chance del 50% de heredar la mutación.
Variabilidad alta, también conocida como penetrancia incompleta, significa que, incluso entre la misma familia, los síntomas difieren persona entre persona, por ejemplo: algunos pueden tener síntomas leves, otros pueden tener síntomas que no han sido descritos en la literatura, etc.

## Tratamiento
Al ser inofensivos, los nudillos callosos y la leuconiquia característicos de esta condición no requieren cirugía, y todos los intentos de ella son puramente cosméticos. La incomodidad que los nudillos callosos a veces ocasionan puede ser aliviada por medio de mantener las manos húmedas y el uso de cremas.
La sordera puede ser tratada con métodos de tratamiento para la sordera comunes, tales como un implante coclear.

## Prevalencia
De acuerdo con OMIM, esta condición ha sido descrita en 5 familias alrededor del mundo.

## Historia
Fue descrita por primera vez en 1967 por Bart y Pumphrey (et al) cuando describieron a una familia grande cuya mayoría de sus miembros presentaba leuconiquia, nudillos callosos, y sordera. En una cantidad menor (pero no pequeña) de dichos miembros, se podían encontrar signos de queratodermia palmoplantar.